# Contea di Hemphill
La contea di Hemphill in inglese Hemphill County è una contea dello Stato del Texas, negli Stati Uniti. La popolazione al censimento del 2010 era di 3 807 abitanti. Il capoluogo di contea è Canadian. La contea è stata creata nel 1876 ed organizzata nel 1887. Il nome della contea deriva da John Hemphill (1803–1862), giudice e congressista confederato.

## Geografia fisica
| Anno | Popolazione | ±%     |
| ---- | ----------- | ------ |
| 1880 | 149         |        |
| 1890 | 519         | 248.3% |
| 1900 | 815         | 57.0%  |
| 1910 | 3,170       | 289.0% |
| 1920 | 4,280       | 35.0%  |
| 1930 | 4,637       | 8.3%   |
| 1940 | 4,170       | −10.1% |
| 1950 | 4,123       | −1.1%  |
| 1960 | 3,185       | −22.8% |
| 1970 | 3,084       | −3.2%  |
| 1980 | 5,304       | 72.0%  |
| 1990 | 3,720       | −29.9% |
| 2000 | 3,351       | −9.9%  |
| 2010 | 3,807       | 13.6%  |

Secondo l'Ufficio del censimento degli Stati Uniti d'America la contea ha un'area totale di 912 miglia quadrate (2360 km²), di cui 906 miglia quadrate (2345 km²) sono terra, mentre 5,9 miglia quadrate (15 km², corrispondenti allo 0,6% del territorio) sono costituiti dall'acqua.

### Strade principali
- U.S. Highway 60
- U.S. Highway 83
- State Highway 33

### Contee adiacenti
- Lipscomb County (nord)
- Ellis County (nord-est)
- Roger Mills County (sud-est)
- Wheeler County (sud)
- Roberts County (ovest)
- Gray County (sud-ovest)

### Aree nazionali protette
- Black Kettle National Grassland